# Aage Kvalbein
Aage Kvalbein (Oslo, 29 marzo 1947) è un violoncellista e docente norvegese.

## Biografia
Aage Kvalbein è professore in violoncello all'Accademia Norvegese di Musica. È uno dei musicisti più famosi in Norvegia, sia come solista, musicista da camera che come pedagogo.
Kvalbein è nato a Oslo. All'età di 33 anni divenne il primo professore di violoncello in Norvegia. È sposato con l'attrice norvegese Mari Maurstad. Ha realizzato circa 40 registrazioni di musica di vari compositori.